# Ray J. Madden
Ray John Madden (ur. 25 lutego 1892 w Waseca w stanie Minnesota, zm. 28 września 1987 w Waszyngtonie) – amerykański prawnik i kongresmen, w latach 1943–1977 członek Izby Reprezentantów Stanów Zjednoczonych ze stanu Indiana z ramienia Partii Demokratycznej. W latach 1951–1952 przewodniczący Specjalnej Komisji Śledczej Kongresu Stanów Zjednoczonych do Zbadania Zbrodni Katyńskiej, która w 1952 roku ogłosiła tzw. raport Maddena wskazujący, że odpowiedzialność za zbrodnię katyńską ponosi ZSRR. W 1977 roku wchodził w skład Komitetu Medalu Katyńskiego. Ray J. Madden został pochowany na Narodowym Cmentarzu w Arlington w stanie Wirginia.